# Новосвітлівська сільська рада
Новосві́тлівська сільська́ ра́да — колишній орган місцевого самоврядування в Веселинівському районі Миколаївської області. Адміністративний центр — село Новосвітлівка.

## Загальні відомості
- Новосвітлівська сільська рада утворена в 1944 році.
- Територія ради: 3,261 км²
- Населення ради: 1 410 осіб (станом на 2001 рік)

## Населені пункти
Сільській раді підпорядковані населені пункти:
- с. Новосвітлівка

## Склад ради
Рада складається з 16 депутатів та голови.
- Голова ради: Савчук Володимир Вікторович
- Секретар ради: Озимук Катерина Романівна

### Керівний склад попередніх скликань
| ПІБ                         | Основні відомості                                    | Дата обрання | Дата звільнення |
| --------------------------- | ---------------------------------------------------- | ------------ | --------------- |
| Бугель Микола Михайлович    | Сільський голова, 1982 року народження, безпартійний | 26.03.2006   | 31.10.2010      |
| Савчук Володимир Вікторович | Сільський голова, 1982 року народження, освіта вища  | 31.10.2010   |                 |

Примітка: таблиця складена за даними сайту Верховної Ради України